# Miguel Simão
Miguel Simão (født 26. februar 1973) er en tidligere portugisisk fodboldspiller.